# Lokomotiva 162
Lokomotiva řady 162 je elektrická lokomotiva pro stejnosměrnou napájecí soustavu určená pro vozbu rychlíků z produkce Škody Plzeň (tovární typ 98E). Tato řada je upravenou verzí lokomotiv 163 a je s nimi z převážné části shodná. Tyto stroje byly objednány v 80. letech, protože právě v té době se začalo vážně uvažovat o navýšení rychlostí na nejvýznamnějších tratích tehdejších ČSD ze 120 km/h na 140 km/h. Stroje však byly dodány až po sametové revoluci. Od počátku byly nasazovány na rychlíky a expresy na dřívějším hlavním tahu, dnes I. koridoru, jen na Slovensku se objevují i v čele osobních vlaků. Stroje 162.058, 059 a 060 měly výkonovou část osazenou RCT tyristory, shodnou s typem 99E. V 90. letech byly ale u části lokomotiv vyměněny podvozky se stroji řady 363 z důvodu nedostatku dvouproudových lokomotiv s rychlostí nad 120 km/h. Tyto stroje pak tedy získaly podvozky s převodovým poměrem pro rychlost 120 km/h, proto pak byly přeznačeny na řadu 163 s použitím původních pořadových čísel zvýšených o 200. Zbylým strojům řady 162 byly později dosazeny tlumiče vrtivých pohybů podvozků, nový vlakový zabezpečovač, bezpečnostní lepená čelní skla a elektronické rychloměry. Po této modernizaci teprve mohly být schváleny pro provoz rychlostí 140 km/h i po koridorových tratích (do roku 1999 kromě strojů 162.052, 162.053 a 162.054 měly ostatní schválenou maximální rychlost pouze 120 km/h). Cena jedné lokomotivy činila 16,4 mil. Kčs.
Mezi nejvýznamnější výkony těchto strojů patřilo jejich nasazení na vlaky SuperCity Manažer a Mladý svět na konci 90. let, kdy s těmito vlaky jezdily bez jediné zastávky z Ostravy/Otrokovic do Prahy.

## Rekonstrukce ř. 163

### RegioJet
Společnost RegioJet zakoupila v květnu 2010 od italské železniční společnosti Ferrovie Nord Milano 9 lokomotiv typu Škoda 99E z roku 1991. Kromě úprav pro provoz na síti SŽDC byla lokomotivám zvýšena maximální rychlost na 140 km/h a lokomotivy byly přeznačeny na řadu 162.

### České dráhy
V letech 2012–2013 byly lokomotivy 162.011, 014, 018 a 040 v návaznosti na řadu 163 upraveny pro provoz vratných souprav. V roce 2017 proběhly úpravy pro provoz vratných souprav u lokomotiv 163.086, 092, 093 a 096; zároveň došlo ke zvýšení maximální rychlosti, takže se řada 162 rozrostla o čtyři kusy. V souvislosti s montážemi dostane ETCS na lokomotivy ČD bylo rozhodnuto u všech WTB lokomotiv sjednotit max. rychlost na 140 km/h, čímž v roce 2021 počet lokomotiv ř. 162 ČD dosáhl 32 kusů, z toho 20 upravených pro provoz vratných souprav s perspektivou nasazení v provozu i po roce 2025 dostane ETCS.

## Provoz

### Nasazení
V Česku jsou v roce 2022 u ČD lokomotivy nasazovány především k vozbě osobních vlaků a rychlíků na hlavních tratích. V roce 2022 jsou rozmístěny do dep v Praze-Vršovicích, České Třebové a Děčíně. Z depa Praha-Vršovice jsou nerekonstruované stroje nasazovány především na rychlíky Praha hl. n. – Děčín a Praha hl. n. – Hradec Králové, ale také se v menší míře objevují i na spěšných vlacích Praha hl. n. – Benešov u Prahy. Zrekonstruované stroje se objevují na osobních vlacích na trati Praha hl. n. – Řevnice. Stroje z depa Česká Třebová jsou nasazovány na osobních vlacích na trati Česká Třebová – Pardubice – Kolín. Stroje z depa Děčín jsou nasazovány na osobních vlacích na tratích Děčín – Ústí nad Labem – Teplice v Čechách – Litvínov a Ústí nad Labem – Litoměřice – Lysá nad Labem.
U RegioJetu se tyto lokomotivy objevují na jejich expresních vlacích Praha hl. n. – Havířov/Opava, Praha hl. n. – Košice a na rychlících Kolín – Ústí nad Labem.
Na Slovensku je všech 7 lokomotiv soustředěno do dep v Žilině a Košicích. V Žilině se nachází celkem 6 lokomotiv, které jsou nasazovány na rychlíky Vrútky – Ostrava-Svinov a na 2 páry osobních vlaků Žilina – Čadca. V Košicích se nachází jediný stroj (konkrétně 162.003), který je nasazován 1 pár osobních vlaků Liptovský Mikuláš – Poprad-Tatry – Košice a Košice – Čierna nad Tisou.

## Galerie

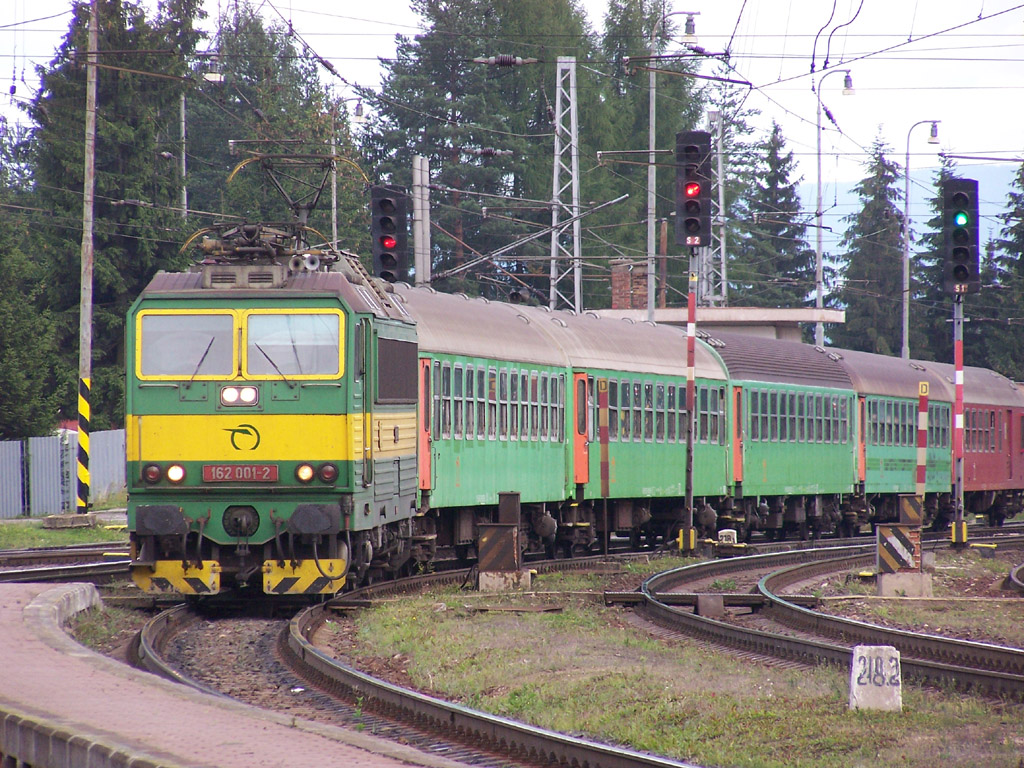
Slovenská lokomotiva 162.001 přijíždí do stanice Štrba
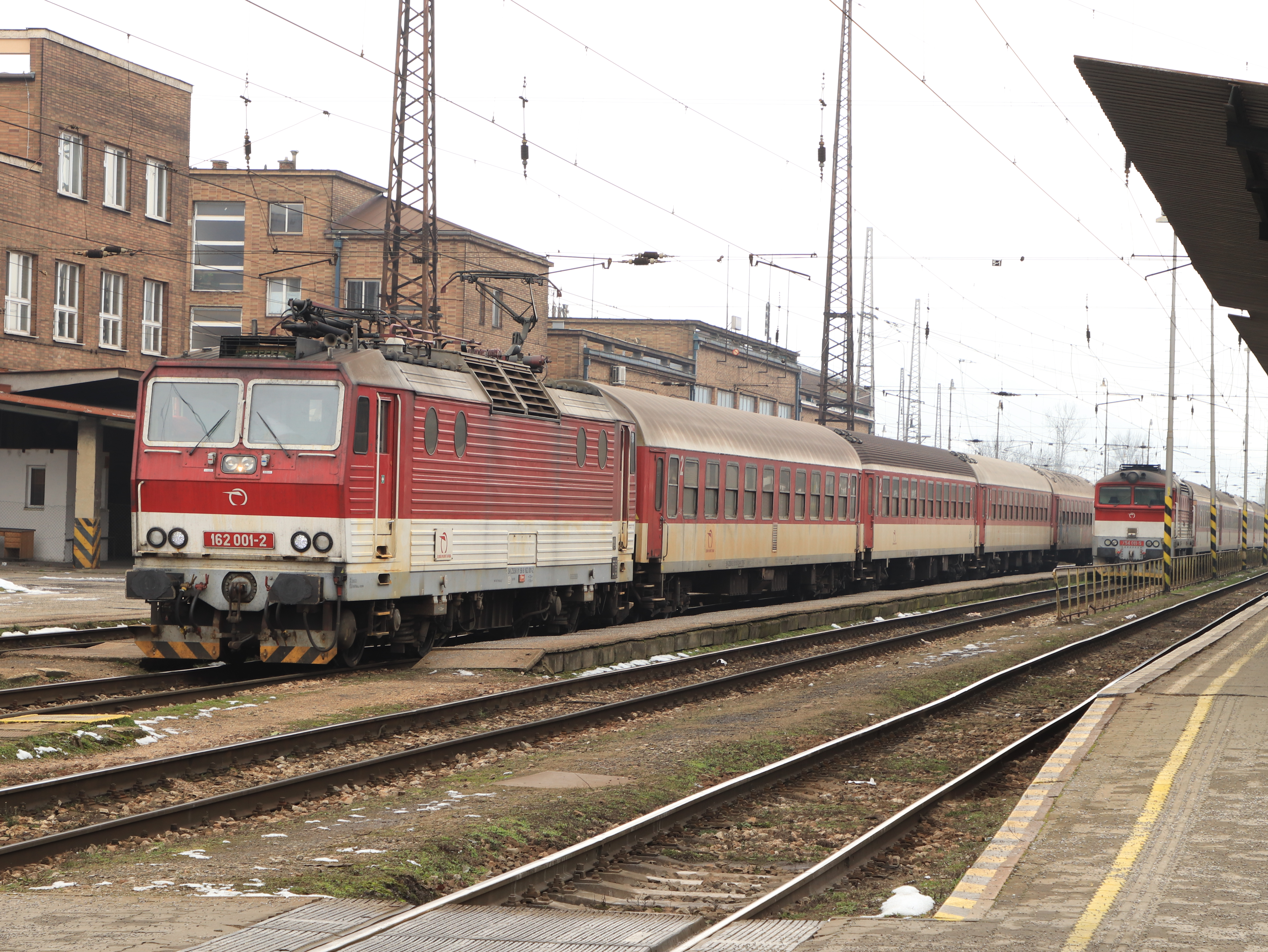
Slovenská lokomotiva 162.001 v korporátním nátěru ZSSK.
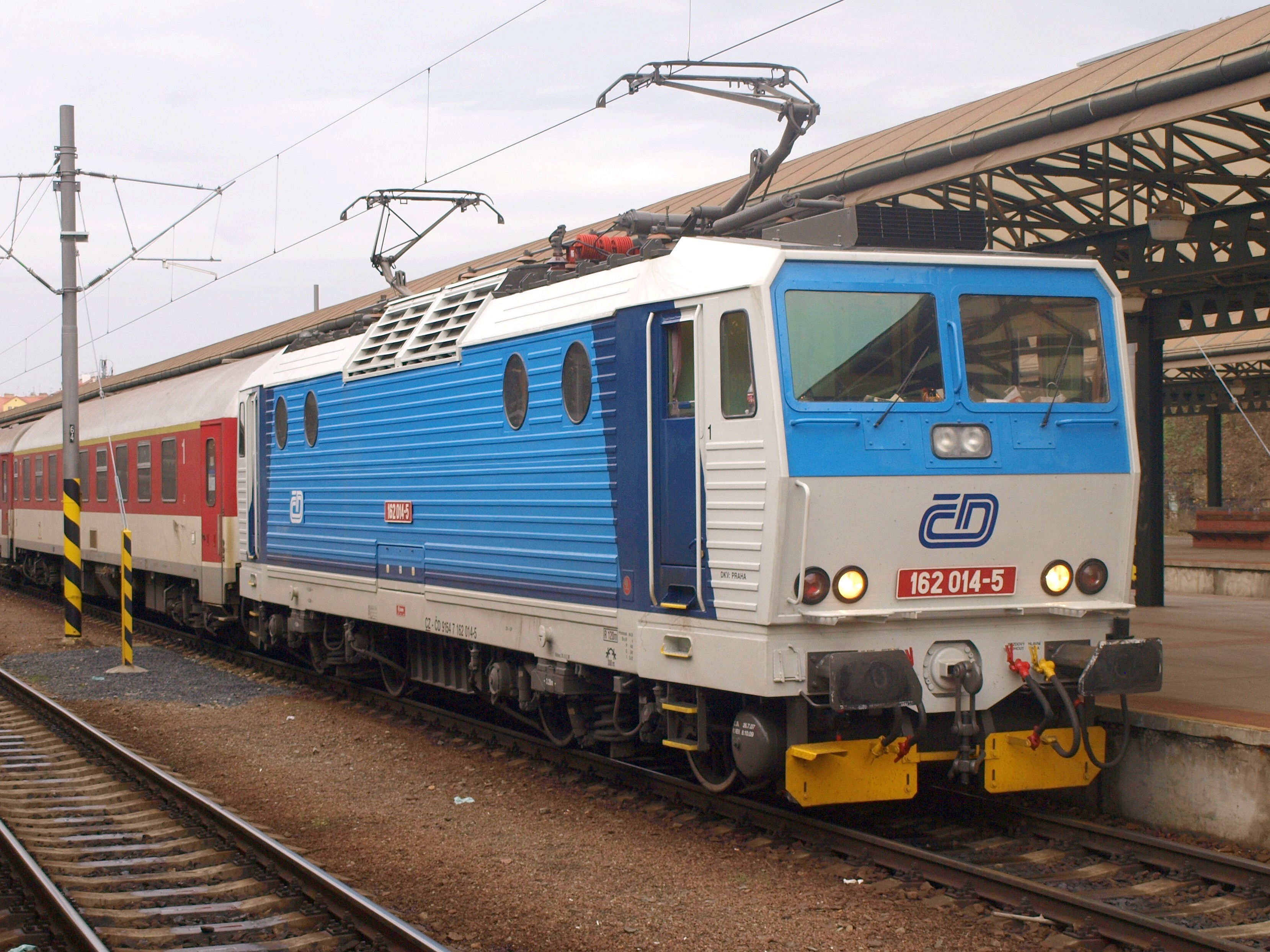
Lokomotiva 162.014 v první verzi korporátního nátěru ČD „Najbrt“
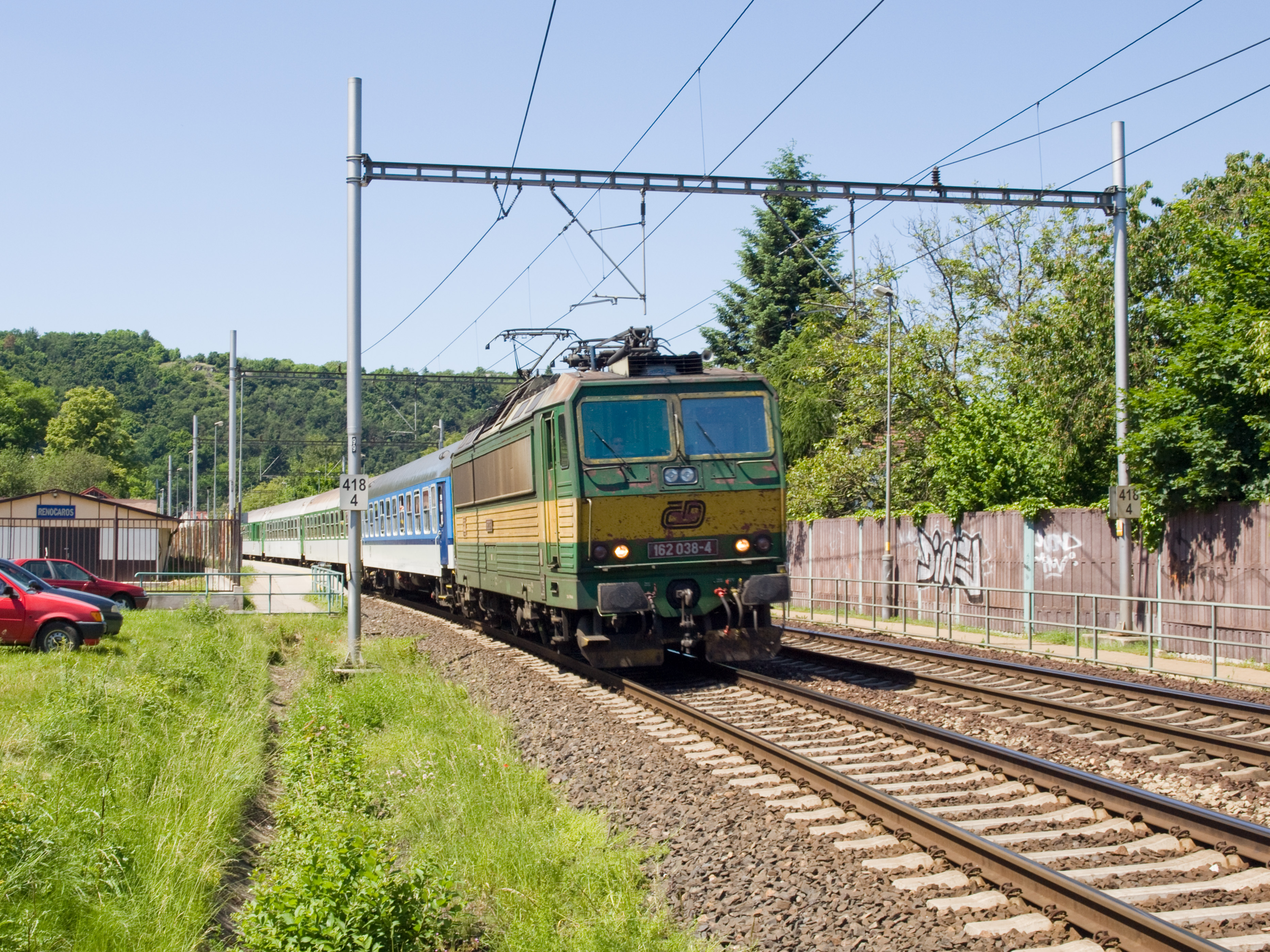
Lokomotiva 162.038 v původním unifikovaném nátěru Č(S)D
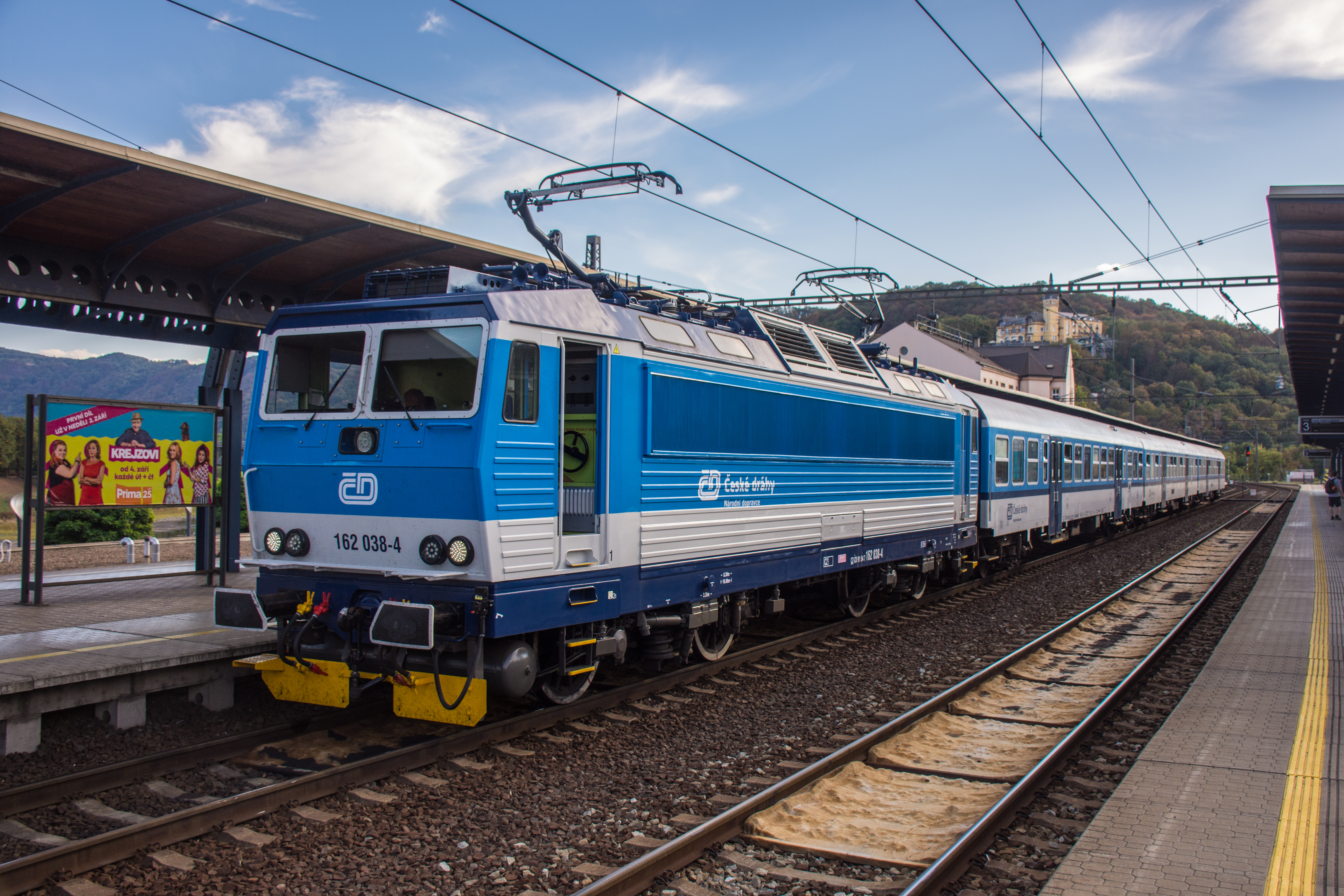
Lokomotiva 162.038 v nejnovější verzi korporátního nátěru ČD „Najbrt“
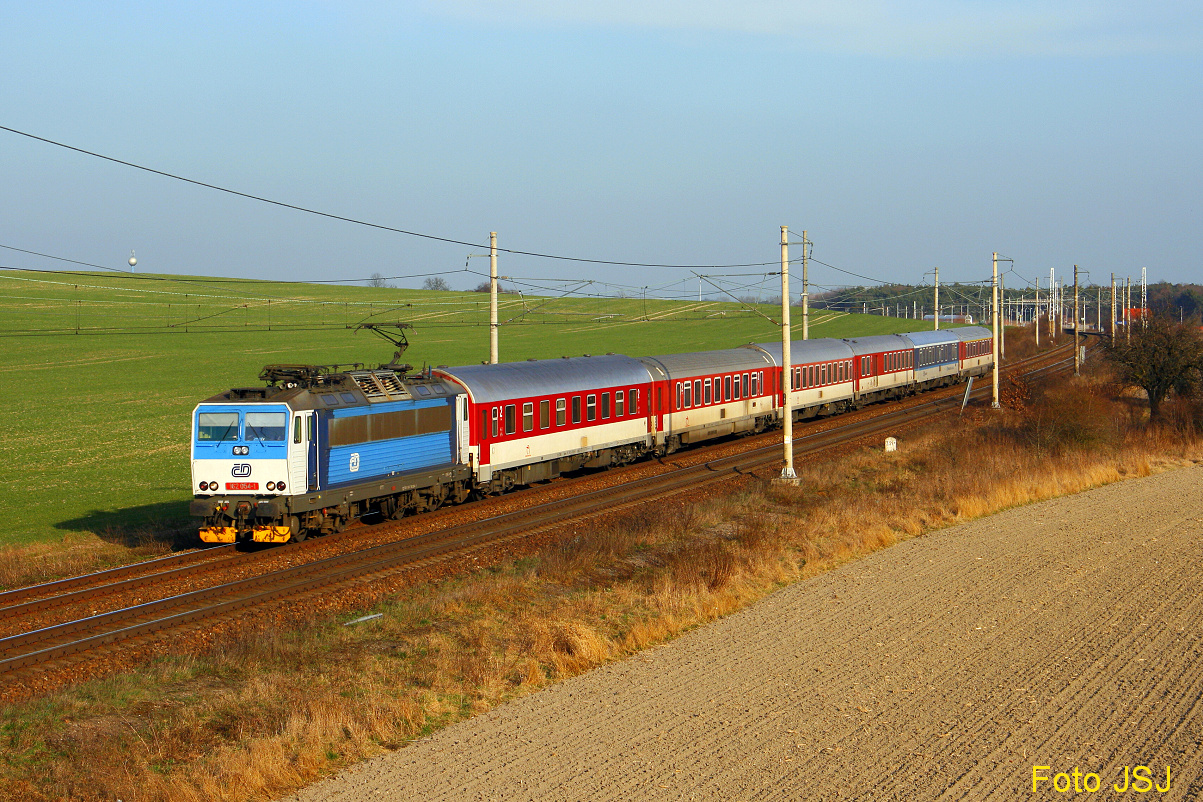
Lokomotiva 162.054 v čele expresního vlaku
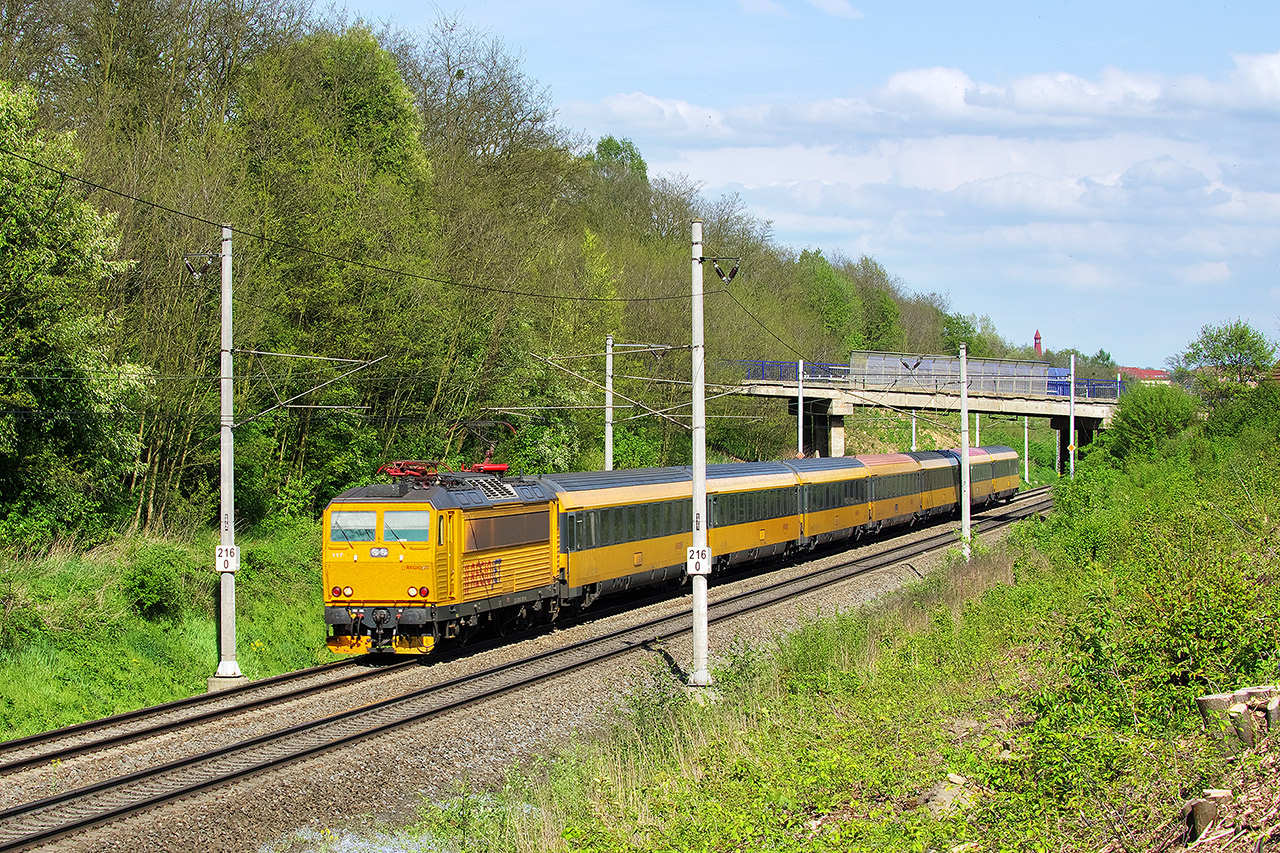
Lokomotiva 162 společnosti RegioJet
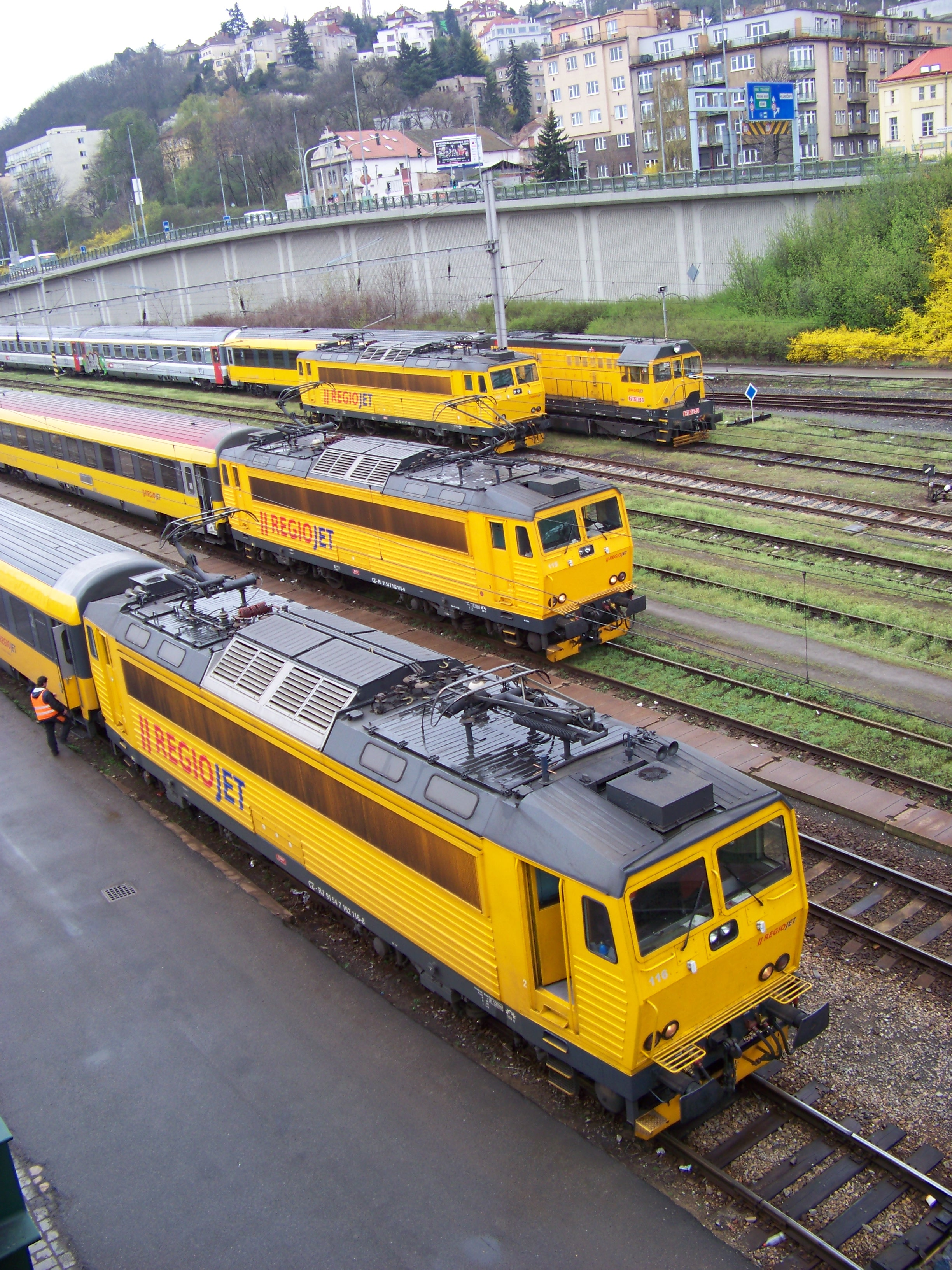
Lokomotivy 162 společnosti RegioJet